# Ткебучава, Татьяна Еквтимовна
Татьяна Еквтимовна Ткебучава — советский хозяйственный, государственный и политический деятель, Герой Социалистического Труда.

## Биография
Родилась в 1915 году в Цхакаевском районе. Член КПСС.
С 1930 года — на хозяйственной, общественной и политической работе. В 1930—1980 гг. — сборщица чая колхоза имени Жданова в селе Зана Цхакаевского района Грузинской ССР.
Указом Президиума Верховного Совета СССР от 7 марта 1960 года присвоено звание Героя Социалистического Труда с вручением ордена Ленина и золотой медали «Серп и Молот».
Делегат XXI съезда КПСС.
Умерла после 1980 года.

## Награды и звания
- Герой Социалистического Труда (07.03.1960).
- орден Ленина (07.03.1960)
- орден Трудового Красного Знамени (07.01.1944)
- орден «Знак Почёта» (02.04.1966)
- орден Трудовой Славы 2 степени (27.12.1976)
- орден Трудовой Славы 3 степени (14.02.1975)